# Los Angeles Film Critics Association Awards 1992
La 18ª edizione dei Los Angeles Film Critics Association Awards si è tenuta il 12 dicembre 1992, per onorare il lavoro nel mondo del cinema per l'anno 1992.

## Premi
Miglior film
- Gli spietati (Unforgiven), regia di Clint Eastwood
  - 2º classificato: I protagonisti (The Player), regia di Robert Altman

Miglior attore
- Clint Eastwood - Gli spietati (Unforgiven)
  - 2º classificato: Denzel Washington - Malcolm X

Miglior attrice
- Emma Thompson - Casa Howard (Howards End)
  - 2º classificato: Alfre Woodard - Amori e amicizie (Passion Fish)

Miglior regista
- Clint Eastwood - Gli spietati (Unforgiven)
  - 2º classificato: Robert Altman - I protagonisti (The Player)

Miglior attore non protagonista
- Gene Hackman - Gli spietati (Unforgiven)
  - 2º classificato: Sydney Pollack - Mariti e mogli (Husbands and Wives), La morte ti fa bella (Death Becomes Her) e I protagonisti (The Player)

Miglior attrice non protagonista
- Judy Davis - Mariti e mogli (Husbands and Wives)
  - 2º classificato: Miranda Richardson - La moglie del soldato (The Crying Game), Il danno (Damage) ed Un incantevole aprile (Enchanted April)

Miglior sceneggiatura
- David Webb Peoples - Gli spietati (Unforgiven)
  - 2º classificato: Neil Jordan - La moglie del soldato (The Crying Game)

Miglior fotografia
- Zhao Fei - Lanterne rosse ( 大紅燈籠高高掛)
  - 2º classificato: Jack N. Green - Gli spietati (Unforgiven)

Miglior colonna sonora
- Zbigniew Preisner - Il danno (Damage)
  - 2º classificato: Mark Isham - In mezzo scorre il fiume (A River Runs Through It)

Miglior film in lingua straniera
- La moglie del soldato (The Crying Game), regia di Neil Jordan •  Regno Unito/ Giappone
  - 2º classificato: Lanterne rosse ( 大紅燈籠高高掛), regia di Zhāng Yìmóu  •  Cina/ Hong Kong/ Taiwan

Miglior film d'animazione
- Aladdin (Aladdin), regia di Ron Clements e John Musker

Miglior documentario;
- Black Harvest, regia di Bob Connolly e Robin Anderson

Miglior film sperimentale/indipendente
- Sadie Benning - It Wasn’t Love

New Generation Award
- Carl Franklin  - Qualcuno sta per morire (One False Move)

Career Achievement Award
- Budd Boetticher